# Tynemouth
Tynemouth is een Noord-Engelse stad in het graafschap Tyne and Wear. De stad is gelegen aan de monding van de rivier de  Tyne aan de Noordzee. Nabije steden zijn onder meer North Shields en Whitley Bay. Administratief maakt Tynemouth deel uit van het district North Tyneside. De stad telt ongeveer 17.000 inwoners.
Tynemouth is al bewoond sinds de IJzertijd. In de vroege middeleeuwen waren er een priorij en kasteel, die de begraafplaats waren van drie koningen: Oswine van Deira, Osred II van Northumbria en Malcolm III van Schotland. Het was de geliefde verblijfplaats van de echtgenotes van Eduard II en Eduard III, terwijl hun mannen op krijgstocht waren. Sinds het einde van de 18e eeuw is de plaats  een toeristische trekpleister vanwege zijn mooie zandstranden.

## Geboren in Tynemouth
- Joseph Skipsey (1832-1903), mijnwerker en dichter
- Gilbert Laws (1870-1918), zeiler
- David Dobie (1912-1971), militair tijdens de Slag om Arnhem
- Andy Taylor (1961), gitarist

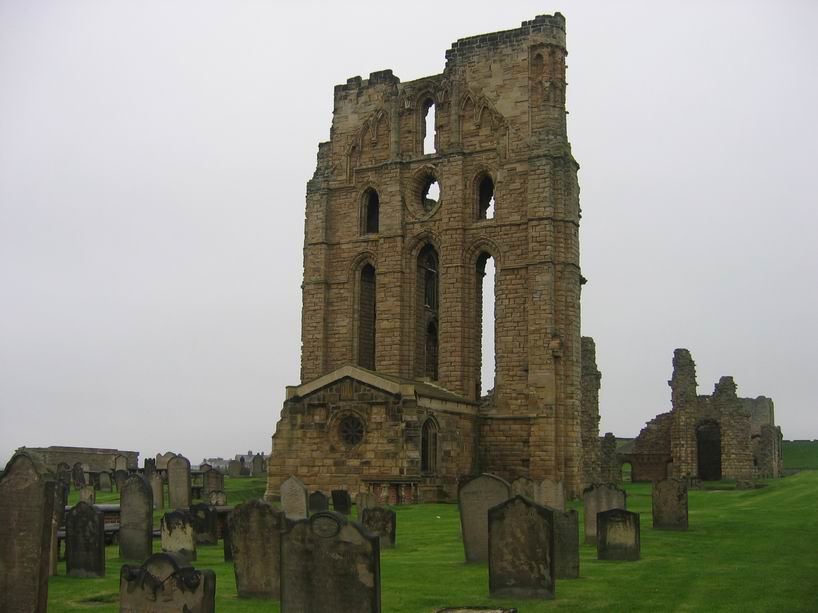
Klooster van Tynemouth
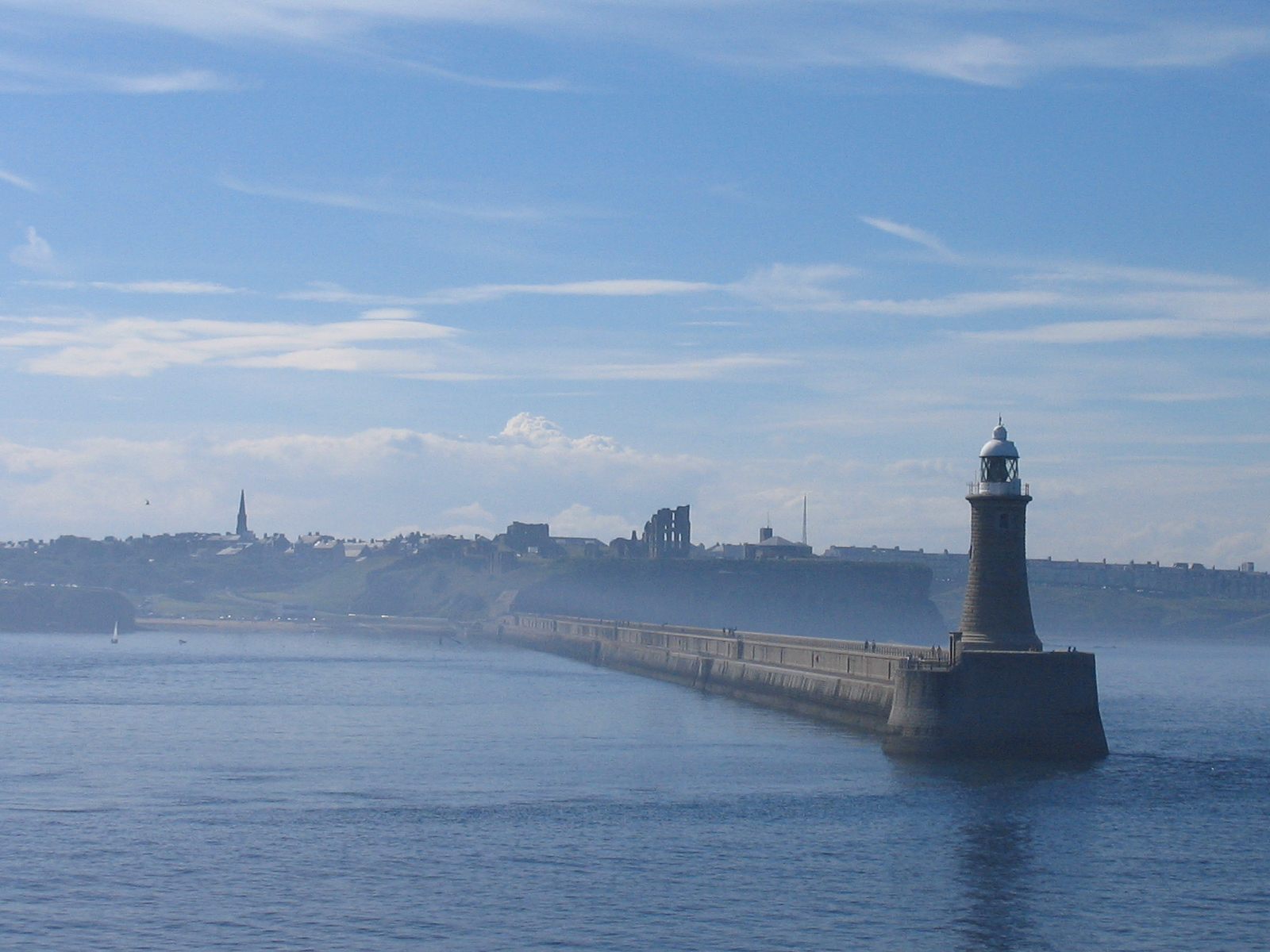
Zicht vanaf zee met vuurtoren, kasteel en klooster
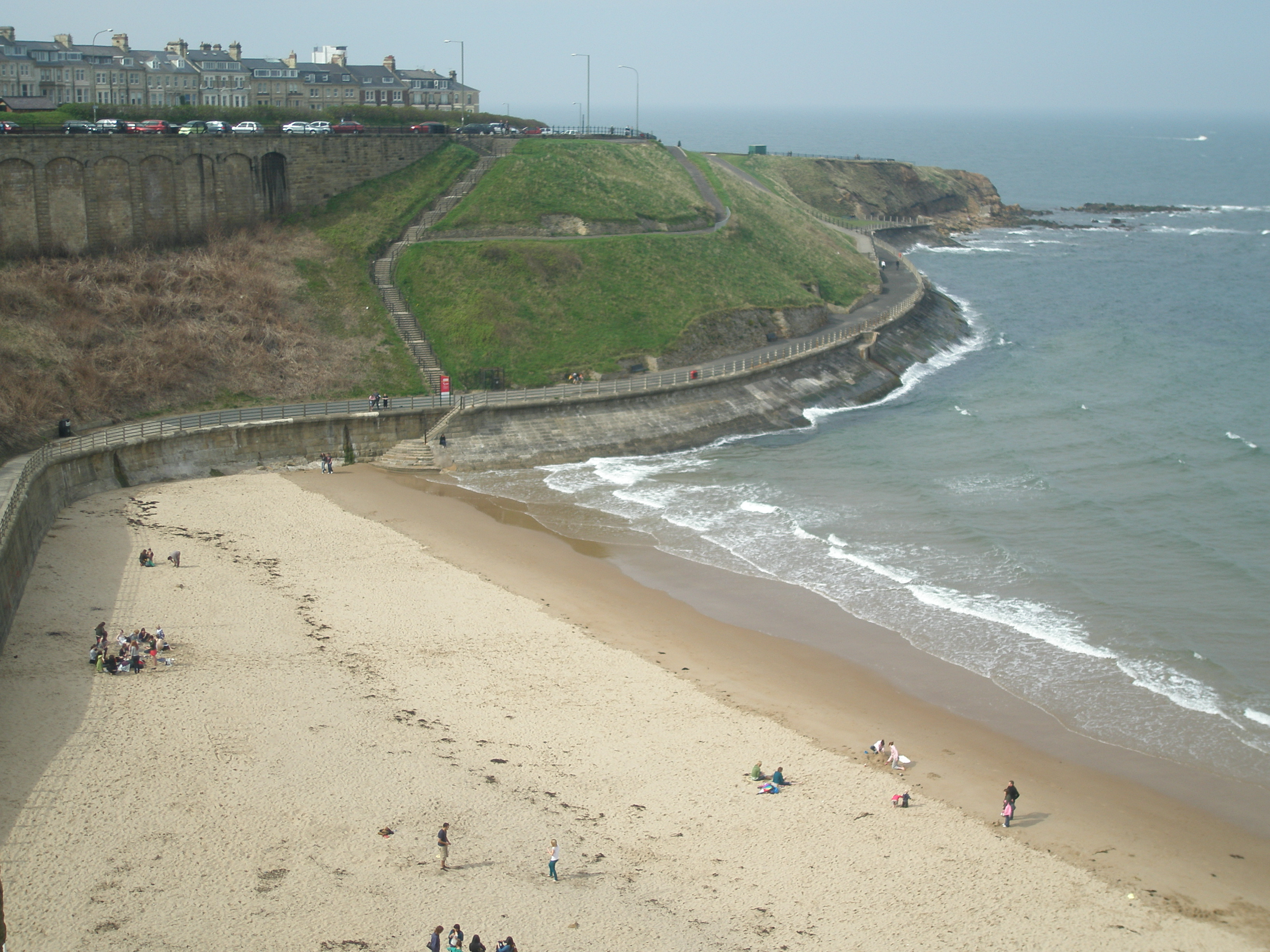
zicht vanop het kasteel op de King Edwards Bay